# Bundelkhand-Kraton

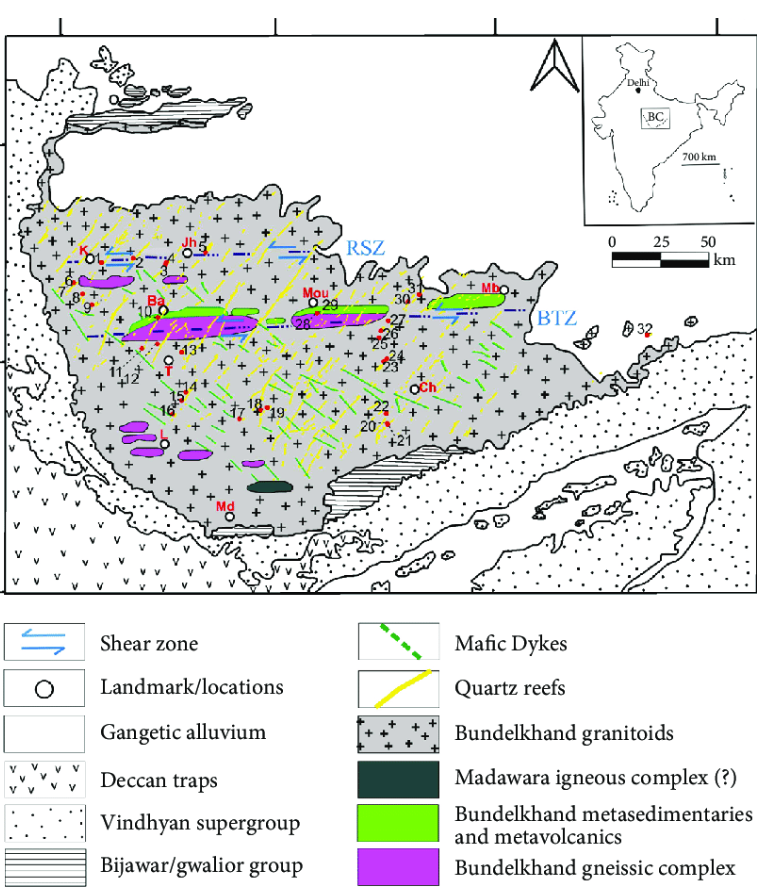
Geologische Karte des Bundelkhand-Kratons

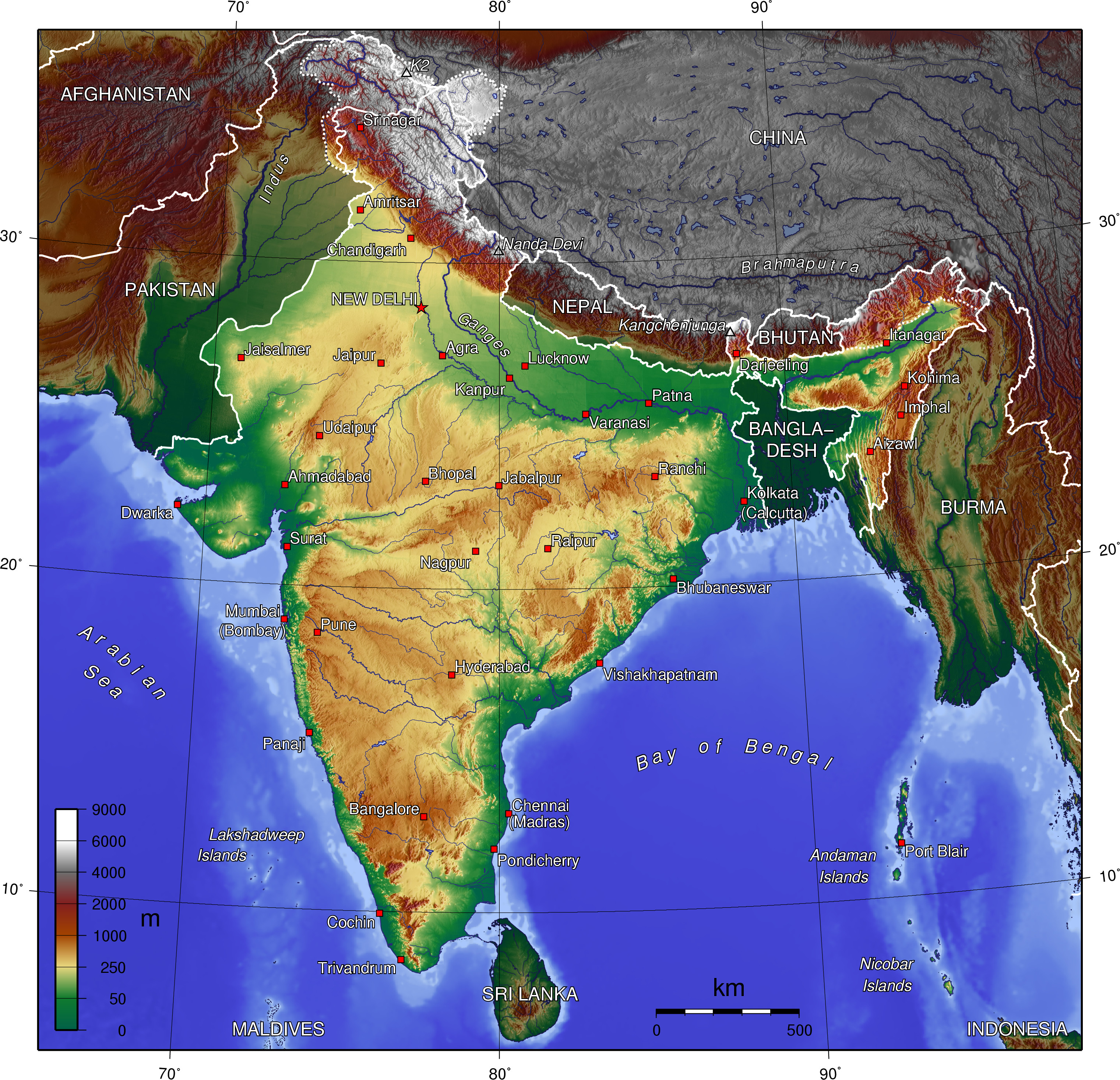
Topographische Karte des indischen Subkontinents

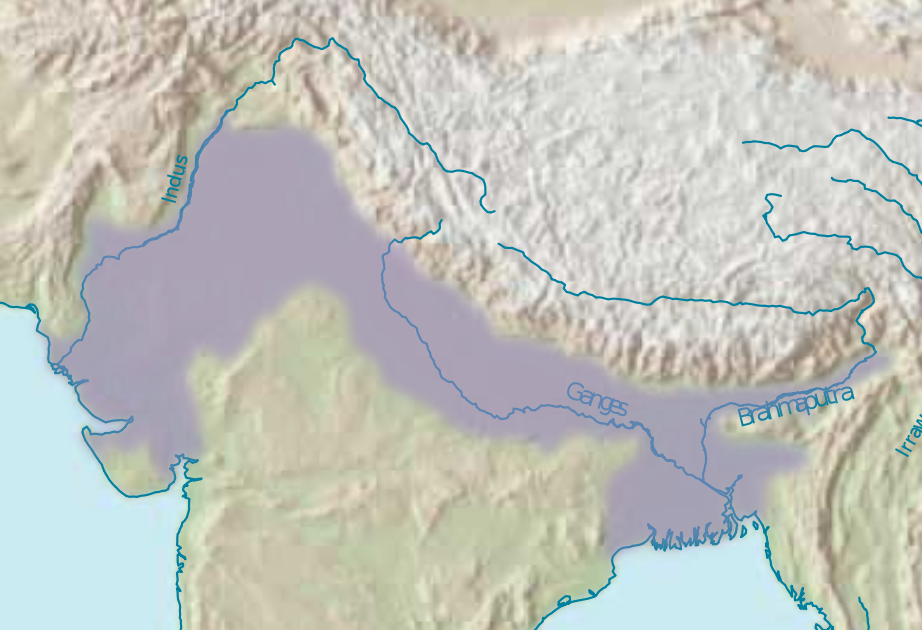
Lage des Indo-Gangetic alluvium

Der Bundelkhand-Kraton (englisch Bundelkhand Craton) ist ein Kraton im nördlichen indischen Subkontinent. Er erstreckt sich über eine Fläche von 29.000 Quadratkilometer und ist nordwestlich, südlich und südöstlich eingegrenzt von den Vindhyan Basins, nördlich von der Indus-Ganga-Brahmaputra Plains oder Indo-Gangetic Plain Alluvialbodenebene sowie südwestlich überdeckt von mächtigen und großflächigen Basaltmengen des Dekkan-Trapps.
Die geologische Evolution dieses Kratons erfolgte sich in mehreren Phasen.
Anfänglich subduzierten zwei ozeanische Lithosphärenplatten, wodurch in einem Zeitraum von ca. 3500 bis 3200 mya TTG-Komplexe (TTG)  mit Tonaliten, Trondhjemiten und Granodioriten sowie meta-suprakrustale Gesteine mit 3300 my alten Grünsteingürteln gebildet wurden. Die Petrographie dieser Grünsteingürtel umfasst Amphibolite, mafische bis ultramafische Gesteine, metafelsiche Vulkanite, gebänderten Eisenformationen (Banded Iron Formation, BIF), komatiitische Basalte, Metaperidotite, verschiedenartige metamorphe kristalline Schiefer und metasedimentäre Gesteine.
Um 2800 mya folgte eine weitere Subduktionsphase, bei der felsischer Magmatismus unter metamorpher Eklogit-Fazies entstand. Ab 2700 mya begann eine Akkretionsphase mit metamorphischer Amphibolit-Fazies und erneutem Entstehen von TTG-Komplexen. Diese Vorgänge sind im zentralen Bereich des Kratons dokumentiert.
Zwischen 2570 und 2540 mya erfolgte eine doppelseitige Subduktion (zwei Lithosphärenplatten subduzierten gegeneinander) mit Ausbildung von hierfür typischen Sanukitoiden und inselbogenartigen felsischen Vulkaniten. Diese entstanden im Nordwesten des Northern Bundelkhand-Kratons. Ab 2500 mya setzte die kollisions- bzw. und Akkretionsphase ein, wodurch anatexische Granite, Granodiorite und Diorite gebildet wurden. Sie stellen die weitaus größten Gesteinsvorkommen des Kratons dar und sind von zahlreichen Quarzadern durchdrungen, gefolgt von kreuzenden mafischen Dykeschwärmen mit Tholeiitaffinität, die auf  1700 mya datieren. Infolge der Subduktion und Kollision bildete sich die Bundelkhand Tectonic Sutur Zone als Ausdruck der akkretierten Kratonterrane. Diese Geosutur teilt den Kraton in den Northern Bundelkhand-Kraton und den Southern Bundelkhand-Kraton.